# Shari Redstone
Shari Ellin Redstone (Washington, 14 aprile 1954) è un'imprenditrice e dirigente nei media statunitense, è stata presidente non esecutivo di Paramount Global (precedentemente noto come ViacomCBS), presidente di National Amusements e vicepresidente di CBS Corporation e Viacom. Attraverso National Amusements, Redstone e la sua famiglia sono stati proprietari di maggioranza di CBS, Comedy Central, BET, Showtime Networks, Nickelodeon, MTV e dello studio cinematografico Paramount Pictures.
Nel 2020 Redstone è stata nominata nell'elenco del Time delle 100 persone più influenti al mondo e nel 2022, nell'elenco di Forbes delle 100 donne più potenti del mondo. 

## Biografia
Shari Ellin Redstone, nata a Washington nel 1954, è la figlia di Phyllis Gloria Raphael e Sumner Redstone e sorella di Brent Redstone. Suo nonno era Michael Redstone, il fondatore di National Amusements, la società madre che ora possiede la maggioranza dell'impero mediatico Redstone. Si è laureata in scienze presso la Tufts University nel 1975. Successivamente ha conseguito il titolo di JD nel 1978 e il LL.M. nel 1980 presso la Boston University School of Law.
Redstone ha praticato diritto societario, pianificazione patrimoniale e diritto penale nell'area di Boston prima di unirsi a National Amusements.

## Carriera

### Anni '90–2016
Dal 1999 è presidente della National Amusements, uno dei primi dieci esercenti cinematografici degli Stati Uniti. Redstone ha ampliato l'impronta internazionale dell'azienda e la sua esplorazione di nuove tecnologie.
Nel 2007 Redstone e suo padre hanno litigato pubblicamente su questioni di corporate governance e sul futuro della catena di cinema. Sono stati resi pubblici documenti che dimostrano che, come parte di un accordo relativo al primo divorzio di Sumner, tutte le azioni di Sumner sono depositate in trust irrevocabili che saranno lasciati ai suoi nipoti.
Nel 2010 Redstone e i suoi soci acquistarono i cinema che avevano costruito e formarono la Rising Star Media, di cui lei era presidente, e la trasformarono nella catena di cinema con i maggiori incassi del paese. Redstone e i suoi soci hanno poi venduto Rising Star Media all'operatore teatrale russo Cinema Park nel 2011.
Nel 2011 Redstone è diventata co-fondatrice e socia amministratrice di Advancit Capital LLC, una piattaforma di investimento incentrata sulle fasi iniziali dei media, dell'intrattenimento e della tecnologia. È stata anche co-presidente di MovieTickets.com (prima di essere venduta a Fandango Media nel 2017), ed è membro del consiglio di amministrazione e del comitato esecutivo dell'Associazione nazionale dei proprietari di teatri (NATO).

### 2016-presente
Il 3 febbraio 2016, suo padre si è dimesso dalla carica di presidente esecutivo della CBS dopo che sono sorte domande sulla sua capacità mentale. Il consiglio di amministrazione della CBS ha quindi offerto a Shari Redstone la posizione di presidente non esecutivo, ma lei ha rifiutato. Il consiglio di amministrazione della CBS ha annunciato che Les Moonves ha sostituito Sumner Redstone come presidente della CBS. Nel 2016 Redstone, che all'epoca era vicepresidente di CBS e Viacom e presidente di National Amusements (l'azionista di controllo di CBS e Viacom), ha nominato Les Moonves presidente della CBS.
Ma il 4 febbraio 2016, contro la volontà di Shari Redstone, il consiglio di amministrazione di Viacom ha nominato presidente Philippe Dauman, già amministratore delegato e presidente, al posto di Sumner Redstone.
Il 17 gennaio 2018, il Wall Street Journal ha riferito che Shari Redstone stava spingendo affinché CBS Corp. si fondesse con Viacom, con Redstone che raccoglieva anche nomi per i nuovi membri del consiglio di amministrazione della CBS.
Il 13 agosto 2019, l'Associated Press ha riferito che Shari Redstone era diventata presidente del consiglio di amministrazione per la riunione di fusione di CBS e Viacom in ViacomCBS, oggi nota come Paramount Global.
Nel maggio 2020, è stata citata come imputata in una causa intentata dal Bucks County Retirement Fund e dall'International Union of Operating Engineers, per la percepita "distruzione di valore" causata dalla fusione tra CBS e Viacom. Nel gennaio 2021, un giudice del Delaware ha affermato che gli ex azionisti della CBS avrebbero potuto citare in giudizio Shari Redstone per aver fatto pressioni sulla società affinché partecipasse alla fusione; nel 2022 Redstone e Viacom hanno citato in giudizio un gruppo di assicuratori per essersi rifiutati di coprire le spese legali sostenute nella battaglia giudiziaria.

## Vita privata
Redstone si sposò nel 1980 con il rabbino Ira A. Korff divorziano poi nel 1992. Hanno avuto tre figli: Kimberlee Korff Ostheimer, Brandon Korff, Tyler Korff.
Il suo ex marito è stato presidente e direttore di National Amusements fino a due anni dopo il divorzio.

### Filantropia
Da gennaio 2018, Redstone è membro del consiglio di amministrazione di Combined Jewish Philanthropies e del consiglio di amministrazione del Dana Farber Cancer Institute. Fa anche parte del consiglio di amministrazione del National Center on Addiction and Substance Abuse (CASA) presso la Columbia University e della John F. Kennedy Library Foundation. Redstone è recentemente entrata a far parte del consiglio e del comitato esecutivo di "Our Time", un'organizzazione di massa che difende gli interessi economici e l'inclusione politica dei giovani americani di età compresa tra i 18 e i 30 anni. Fa parte del comitato consultivo locale e del comitato esecutivo di BUILD, un'organizzazione senza scopo di lucro che utilizza l'imprenditorialità per spingere i giovani a basso reddito alla scuola superiore e all'università.